# Cosmia pallida
Cosmia pallida är en fjärilsart som beskrevs av Tutt 1892. Cosmia pallida ingår i släktet Cosmia och familjen nattflyn. Inga underarter finns listade i Catalogue of Life.